# Petra Kurtela
Petra Kurtela (Zagreb, 12. studenog 1982.) je hrvatska kazališna, filmska i televizijska glumica.

## Životopis
Diplomirala je na Akademiji dramske umjetnosti u Zagrebu.

## Filmografija

### Televizijske uloge
- "Da sam ja netko" kao starleta (2015.)
- "Stipe u gostima" kao prodavačica vjenčanica (2014.)
- "Pod sretnom zvijezdom" kao Vesna Bilić (2011.)
- "Zabranjena ljubav" kao Lana Kos (2004. – 2006.)

### Filmske uloge
- "Ti mene nosiš" kao starleta (2015.)
- "Ajde, dan... prođi..." kao Marta (2006.)

### Sinkronizacija
- "Naprijed" (2020.)
- "Lego Film 2" kao Mila Kockolom (2019.)
- "Sammy na putu oko svijeta" (2010.)
- "Alpha i Omega" (2010.)

## Vanjske poveznice
- Petra Kurtela u internetskoj bazi filmova IMDb-u (engl.)